# Гонщики (фильм, 1994)
«Гонщики» (англ. Roadracers) — телевизионный фильм 1994 года, снятый Робертом Родригесом. Изначально фильм транслировался по каналам сети Showtime Network как часть их серии «Мятежное шоссе», которая была собранием переделанных второсортных картин 1950-х годов с многообещающими актёрами 1990-х (включая Алисию Сильверстоун и Шэннен Доэрти), а режиссурой занимались как дебютанты вроде Родригеса, так и старые профи вроде Уильяма Фридкина, Джо Данте и Ральфа Бакши. Серию продюсировали сын и дочь Самуэля Аркоффа, одного из основателей и продюсера American International Pictures (AIP), дистрибьютора оригинальных фильмов, на основе которых строилась серия.

## Сюжет
Фильм Роберта Родригеса о бунтаре по имени Дьюд (Дэвид Аркетт), который мечтает о том, чтобы покинуть свой скучный маленький городок и стать звездой рок-н-ролла, но оказывается втянутым в длительную вражду с местным шерифом (Уильям Сэдлер) и его сыном (Джейсон Уилз). Сальма Хайек сыграла девушку Дьюда.

## Отзывы
Сергей Кудрявцев в своей книге «3500 кинорецензий» отмечает монтаж: «Режиссёр добился впечатляющей ритмической переклички происходящего на экране и музыкальных синкоп рок-н-ролла». Также критик называет стиль фильма тарантиновским, «поскольку в драматические, жестокие и кровавые моменты не раз хочется рассмеяться из-за забавных диалогов или же странного, алогичного смещения акцентов в действии».
Михаил Иванов в своей аннотации к фильму написал следующее: «Забавная, несколько шумноватая, но хорошо сыгранная лента о „молодом“, которому обрыдло всё, и он хочет уехать. Но уж слишком много мрака и насилия в конце… Таких картин было много, и снимались они по всему миру — рок-н-ролл, „бунтарь на хайвее“… Выше среднего уровня. Следует отметить монтаж, сделанный самим Родригесом».
Майкл Декуина поставил фильму 3,5 звезды из 4-х возможных, написав на сайте «TheMovieReport.com»: «Легкомысленная, но забавная и притягательная картина». А Натан Рэбин на сайте «The A.V. Club» написал следующее: «Сюжет не столь важен, поскольку фильм выигрывает за счёт гиперкинетического визуального стиля Родригеса и удивительно остроумного сценария. „Гонщики“ — быстрый, рьяный, нигилистический и безумно интересный фильм». Роб Гонсалвес, обозреватель сайта «eFilmCritic Reviews», присудил фильму 4 звезды, назвав его «оригинальной данью уважения старым фильмам категории „B“».

## Интересные факты
- Это первый американский фильм для Сальмы Хайек, до этого она снималась лишь в телешоу Синбада.
- Фильм был снят за 13 дней.
- Родригес привык снимать свои фильмы очень быстро, из-за чего между ним и его голливудской съёмочной бригадой (а в особенности с оператором) на съёмках случались конфликты.